# Лягушковидная жаба
Лягушковидная жаба (лат. Limnodynastes tasmaniensis) — вид земноводных из семейства Limnodynastidae.
Общая длина достигает 4,5 см. По внешнему виду действительно похожа на бурых лягушек, отличается красивой окраской. Верхняя поверхность её бурая, желтоватая или красноватая с неправильно расположенными крупными тёмно-бурыми и зелёными пятнами, часто со светлыми краями. Светлая линия на спине жёлто-зелёная или оранжевая. У самцов зелёное горло.
Любит обильную растительность у стоячих водоёмов, в частности болотистую местность. Активна ночью. Питается преимущественно различными беспозвоночными.
Размножение происходит с августа по март. Самка откладывает 90—1350 икринок в воду в виде белых пенистых комков, прикрепляя их к водяным растениям. Метаморфоз головастиков продолжается 3—5 месяцев.
Вид распространён в восточной части Австралии и на значительной части острова Тасмания.